# بلدية هازا
بلدية هازا (بالإسبانية: Haza)‏, هي إحدى بلديات مقاطعة برغش، التي تقع في منطقة قشتالة وليون، والتي تقع في شمال غرب إسبانيا.
يبلغ عدد سكانها 36 نسمة وفقاً لإحصائية سنة (2002).